# Christian Wiyghan Tumi
Christian Wiyghan kardinál Tumi (15. října 1930 Kikaikelaki – 2. dubna 2021 Douala) byl kamerunský římskokatolický kněz, kardinál s bývalý arcibiskup arcidiecéze v Douale.
Studoval v seminářích v Kamerunu, Nigérii a na Teologické fakultě Lyonské univerzity. Na  Katolické univerzitě ve Fribourgu získal doktorát z filozofie. Kněžské svěcení přijal 17. dubna 1966. Působil jako kněz v diecézi Kumbo, po návratu ze studií v Evropě byl mj. rektorem semináře a předsedou kněžské rady v arcidiecézi Bamenda.
V prosinci 1979 byl jmenován biskupem diecéze Jagua, biskupské svěcení mu udělil 6. ledna 1980 papež Jan Pavel II. Ten ho také v listopadu 1982 jmenoval arcibiskupem-koadjutorem arcidiecéze Garua. Řízení arcidiecéze se ujal v březnu 1984. Působil také v čele Kamerunské biskupské konference.
Při konzistoři 28. června 1988 byl jmenován kardinálem. V srpnu 1991 se stal arcibiskupem arcidiecéze Douala. Jeho rezignaci přijal papež Benedikt XVI. 17. listopadu 2009, který do čela arcidiecéze jmenoval Samuela Kledu.